# Cappella Niccolina

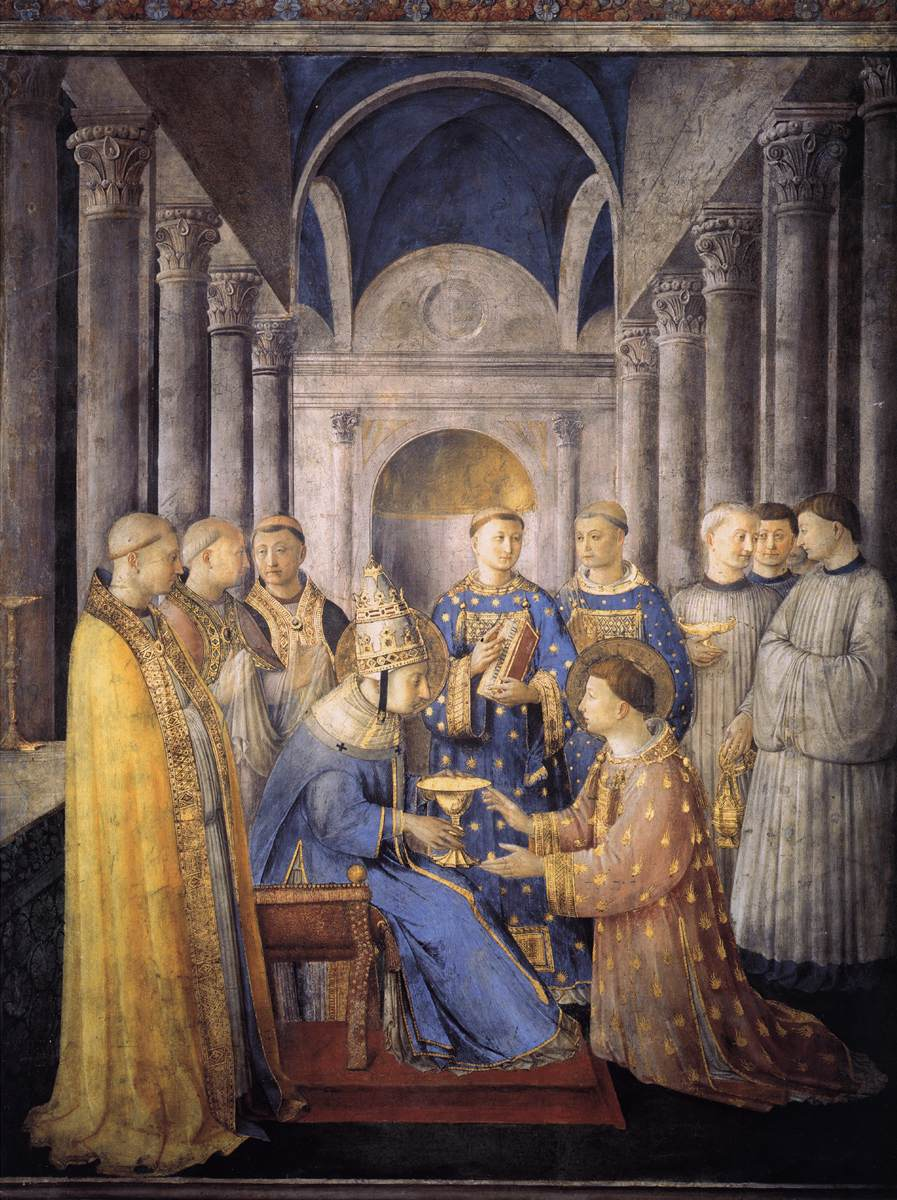
Sankt Petrus viger Sankt Laurentius till diakon. Fresk (271 × 197 cm) av Fra Angelico i Cappella Niccolina, Apostoliska palatset, Vatikanstaten.

Cappella Niccolina är ett kapell i Apostoliska palatset. Det är framför allt känt för sina muralmålningar av Fra Angelico (1447-1451). Namnet härrör från kapellets gynnare, påve Nicolaus V (Tommaso Parentucelli), som ursprungligen byggde det för att använda det som privat kapell.
Kapellet ligger i Innocentius III:s torn, i den äldsta delen av det Apostoliska Palatset. Väggarna dekorerades av Fra Angelico (född Guido de Pietro, i Italien känd som il Beato Angelico) med bilder av två av de tidigaste kristna martyrerna; det övre planet har episoder från Sankt Stefanos (Sanctus Stephanus) liv och den undre scener från Sankt Laurentius (Sanctus Laurentius) liv. Valvet är målat blått, dekorerat med stjärnor och med bilder föreställande de fyra evangelisterna - Matteus, Markus, Lukas och Johannes - i hörnen.
Fra Angelico hade avbildat avlägsnandet av Kristus från korset på väggen bakom altaret, men det har förstörts. Hans övriga verk i lunetterna är dock välbevarade.